# Masculinisme
|  | No s'ha de confondre amb l'adquisició o desenvolupament de caràcters masculins en el sexe femení.. |

El símbol del gènere masculí

El masculinisme és un moviment que defensa els drets dels homes i la igualtat d'aquests amb les dones i té com a objetiu l'anàlisi de la construcció masculina de la identitat i els problemes dels homes davant el gènere. El 19 de novembre se celebra el Dia Internacional de l'Home.
A diferència del masclisme, que defensa la superioritat de l'home per sobre de la dona, el masculinisme advoca per la igualtat de l'home respecte de la dona. Al món anglosaxó, al no existir diferència lingüística clara entre vocables de vegades s'equipara a masculinism (masclisme) i no a masculism (masculinisme), i aleshores el concepte de lluita antipatriarcal s'associa exclusivament al feminisme.

## Tipus de masculinisme
El masculinisme es pot classificar en dos tipus:
-Masculinisme legalista
-Masculinisme de gènere
El masculinisme legalista se centra en la discriminació que sofrexen els homes en l'àmbit juridic. Mentre que el masculinisme de gènere se centra més en lluitar contra els rols que es consideren propis dels homes, com per exemple el de que "els homes no ploren". O el que és doni menys valor a la vida de l'home que a la de la dona, amb la popular frase "les dones i els nens primer", afegint que a les obres de ficció, normalment, es pren de broma quan una dona agredeix a un home, però no al contrari. (Com per exemple a "El Chavo del Ocho")